# Daneș
Daneș (Dános en hongrois, Dunesdorf en allemand) est une commune roumaine du județ de Mureș, dans la région historique de Transylvanie et dans la région de développement du Centre.

## Géographie
La commune de Daneș est située au sud du județ, à la limite avec le județ de Sibiu, sur la Târnava Mare, sur le Plateau de Transylvanie, à 8 km à l'ouest de Sighișoara, à 29 km à l'est de Mediaș et à 63 km au sud de Târgu Mureș, le chef-lieu du județ.
La municipalité est composée des quatre villages suivants (population en 2002) :
- Criș (627) ;
- Daneș (2 185), siège de la municipalité ;
- Seleuș (1 781) ;
- Stejărenii (242).

## Histoire
La première mention écrite du village date de 1348 sous le nom de Danus. Daneș et Seleuș ont été des villages fondés par des colons saxons au Moyen Âge.
La commune de Daneș a appartenu au royaume de Hongrie, puis à l'empire d'Autriche et à l'Empire austro-hongrois.
En 1876, lors de la réorganisation administrative de la Transylvanie, elle a été rattachée au comitat de Nagy-Küküllő (Târnava Mare, chef-lieu Sighișoara).
La commune de Daneș a rejoint la Roumanie en 1920, au traité de Trianon, lors de la désagrégation de l'Autriche-Hongrie. Après le deuxième arbitrage de Vienne, elle a été de nouveau occupée par la Hongrie de 1940 à 1944, période durant laquelle la petite communauté juive fut exterminée par les nazis. Elle est redevenue roumaine en 1945.

## Politique
Le conseil municipal de Daneș compte 13 sièges de conseillers municipaux. À l'issue des élections municipales de juin 2008, Nicolae Mosora (PD-L) a été élu maire de la commune.
| Parti                          | Nombre de conseillers |
| ------------------------------ | --------------------- |
| Parti démocrate-libéral (PD-L) | 8                     |
| Parti social-démocrate (PSD)   | 3                     |
| Parti national libéral (PNL)   | 1                     |
| Parti de la Grande Roumanie    | 1                     |

## Religions
En 2002, la composition religieuse de la commune était la suivante :
- Chrétiens orthodoxes, 90,38 % ;
- Pentecôtistes, 2,89 % ;
- Evangéliques, 2,91 % ;
- Réformés, 1,13 %.

## Démographie
La commune de Daneș a eu une majorité relative de population d'origine allemande jusqu'à la Seconde Guerre Mondiale.
En 1910, la commune comptait 1 880 Roumains (36,36 %), 269 Hongrois (5,20 %) et 2 542 Allemands.
En 1930, on recensait 2 323 Roumains (43,99 %), 158 Hongrois (2,99 %), 2 616 Allemands (49,54 %), 19 Juifs (0,36 %) et 155 Tsiganes (2,94 %).
En 2002, 3 753 Roumains (77,62 %) côtoient 139 Hongrois (2,87 %), 138 Allemands (2,85 %) et 795 Tsiganes (16,44 %). On comptait à cette date 1 460 ménages et 1 718 logements.
| 1850  | 1880  | 1900  | 1910  | 1930  | 1956  | 1977  | 1992  | 2002  |
| ----- | ----- | ----- | ----- | ----- | ----- | ----- | ----- | ----- |
| 4 795 | 4 921 | 5 286 | 5 170 | 5 281 | 5 055 | 5 963 | 4 885 | 4 835 |

| 2007  | - | - | - | - | - | - | - | - |
| ----- | - | - | - | - | - | - | - | - |
| 4 947 | - | - | - | - | - | - | - | - |

## Économie
L'économie de la commune repose sur l'agriculture (céréales, fourrages, maraîchage, houblon). Une usine de production de gaz est installée dans le village de Daneș.

## Communications

### Routes
Daneș est située sur la route nationale DN14B Sighișoara-Mediaș.

### Voies ferrées
Daneș est située sur la ligne de chemin de fer Teiuș-Brașov qui dessert Sighișoara et Mediaș.

## Lieux et monuments
- Daneș, église évangélique fortifiée du XVe siècle.

- Daneș, église orthodoxe St Nicolas (Sf. Nicolae) de 1796.

- Criș, château Renaissance de 1559.

- Seleuș, église gothique de 1476 avec son enceinte fortifiée de 1503.

## Jumelage
Evergem (Belgique)